# Ca Bruno
Ca Bruno és una casa del municipi d'Alcover (Alt Camp) protegida com a Bé Cultural d'Interès Local.

## Descripció
Es tracta d'un habitatge unifamiliar de planta, pis i golfes situat a l'angle del carrer de l'Estela, contigu a Ca l'Esteve Andreu. És de planta trapezoïdal. El costat més estret correspon a la façana, l'amplada de la qual és ocupada a pràcticament en la seva totalitat per la porta, d'arc de mig punt amb grans dovelles de pedra disposades radialment. Al primer pis, centrat i directament damunt de la porta, hi ha un balcó de poca volada d'obertura rectangular notablement motllurada. Al costat esquerre del balcó s'obre una petita finestra rectangular. Les golfes presenten una única obertura, així mateix rectangular i de petites dimensions. L'edifici es corona amb cornisa motllurada. El material de construcció original és la pedra arrebossada, s'hi conserven restes de pintura.

## Història
Ca Bruno és un dels edificis notables del carrer de l'Estela. Aquest carrer, juntament amb altres de l'antic nucli urbà d'Alcover, constitueixen un conjunt remarcable per la riquesa dels edificis que contenen, resultat de l'activitat constructiva desenvolupada a la vila en els segles XVII i xviii.